# Eucles imperialis
Eucles imperialis är en insektsart som beskrevs av Ludwig Redtenbacher 1906. Eucles imperialis ingår i släktet Eucles och familjen Pseudophasmatidae. Inga underarter finns listade i Catalogue of Life.